# قائمة الطرق والشوارع الرئيسية في عمان
فيما يلي قائمة بأسماء الطرق والشوارع والطرق الرئيسية في مدينة عمان، الأردن.

## الطرق والشوارع

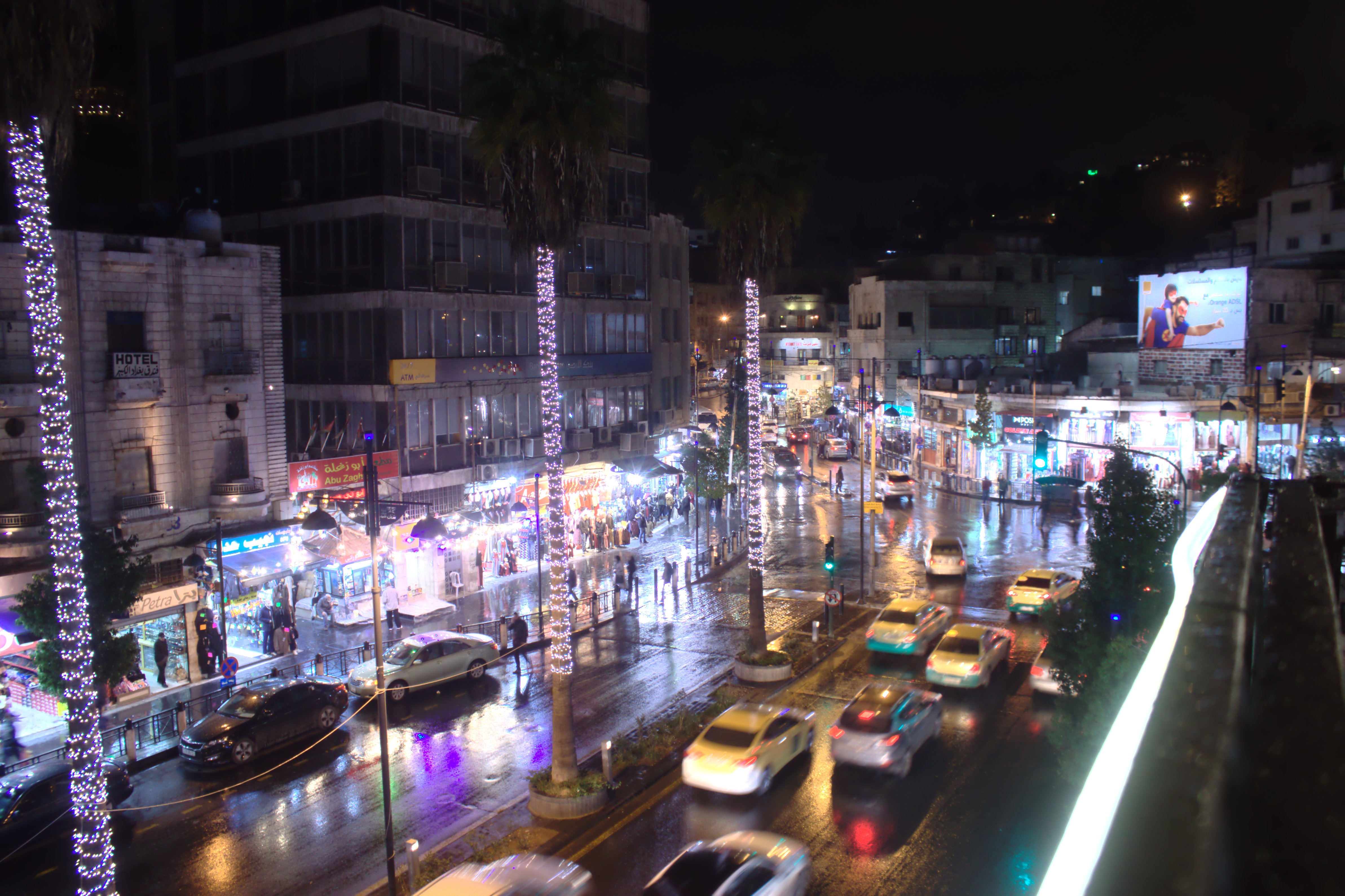
شارع فيصل في عمان ليلاً

- شارع زهران، ويعرف بشارع الدواوير، حيث تقع عليه سبعة دواوير مرورية من أصل ثمانية غرب العاصمة.
- شارع المطار، وهو معروف رسمياً باسم شارع مطار الملكة علياء الدولي. شارع المطار هو أهم طريق سريع رئيسي يربط عمان بجنوب الأردن.
- شارع مكة، ويعرف رسمياً باسم شارع «مكة المكرمة»، وهو متوازٍ مع شارع زهران من الغرب إلى الشرق.
- شارع المدينة، يصل دوار الأمير راشد بن الحسن ودوار الأمير طلال بن محمد بشارع الجامعة.
- شارع الأردن، يربط مدينتي إربد وجرش بالعاصمة عمّان، تم افتتاحه في عام 2005. يبدأ الشارع من وادي الحدادة وسط عمان مخترقاً مخيم الحسين والمدينة الرياضية ومنطقة الجبيهة وشفا بدران وأبو نصير ويمر بمدينة جرش إلى أن ينتهي عند إربد شمال الأردن.
- شارع الاستقلال (عمان)، يبدأ الشارع من دوار الداخلية قرب جبل الحسين وينتهي بمنطقة وادي الرمم في عمان الشرقية.
- شارع مانجو، ويعرف رسمياً باسم شارع «عمر بن الخطاب»،
- شارع الرينبو، ويعرف رسمياً باسم شارع «أبو بكر الصديق» ويربط منطقة جبل عمان من أعلاه إلى أدناه.
- شارع الجاردنز، ويعرف رسمياً باسم شارع «وصفي التل»، ويربط منطقة الشميساني بمنطقة تلاع العلي باتجاه منطقة خلدا.
- شارع الوكالات، وهو شارع مخصص للمشي، في منطقة التسوق في الصويفية.

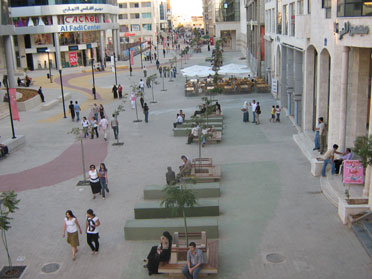
شارع الوكالات

- شارع عبد الله غوشة، ويربط شارع مكة بشارع المطار.
- شارع السفارة، ويعرف رسمياً بشارع الملكة زين الشرف، ويربط شارع المطار بمنطقة السفارة الأمريكية في عمان.
- شارع القاهرة، يشطر شارع دوار عبدون من الغرب إلى الشرق.
- شارع الثقافة، ويقع في منطقة الشميساني، ويعرف أيضاً بشارع التزلج.
- شارع الجامعة، يربط دوار الداخلية بمنطقة صويلح وتفرع منطقة الجبيهة، تقع عليه الجامعة الأردنية. وهي شارع تجاري وخدماتي هام.
- شارع قريش، ويقع في منطقة وسط العاصمة (البلد)، ويمتد من منطقة رأس العين حتى رغدان، وتحيطه من الجانبين عشرات المحال التجارية.
- شارع الأمير محمد، ويمتد نزولاً من الدوار الثالث حتى وسط البلد، وهو شارع تجاري.
- شارع المدينة الطبية، ويمتد من الدوار الثامن حتى منطقة صويلح. وتقع عليه مدينة الحسين الطبية ومستشفى الملكة رانيا للأطفال وحدائق الحسين ومتحف الأطفال، وسيتي مول.

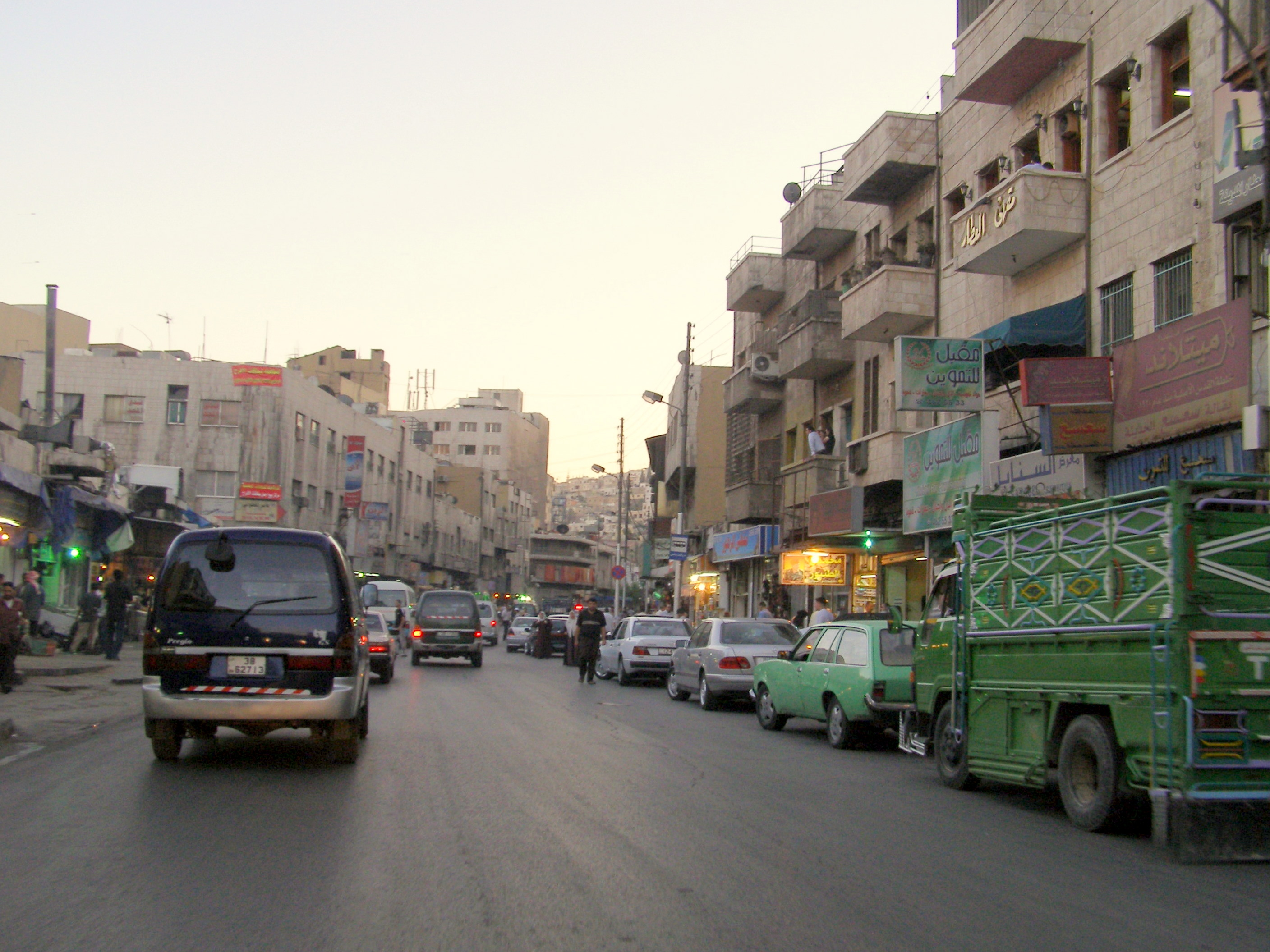
شارع الملك طلال

- شارع الملك طلال، أحد أقدم شوارع المدينة، يعتبر شارع الملك طلال من أطول شوارع عمّان وأكثرها إزدحاماً بالمشاة والسيارات. وهو في حركة دائبة طوال النهار
- شارع الملك فيصل، أحد أقدم الشوارع، ويقع في قلب المدينة. كان الشارع في بداية الأربعينات من القرن العشرين يغص بالاحتفالات الوطنية والشعبية المقامة على أرصفة وشرفات وسطوح المنازل المطلة على الشارع.
- ممر عمان التنموي، طريق سريع يربط مطار الملكة علياء الدولي بمدينة الزرقاء عبر شرق عمّان.

## الميادين
31°57′2″N 35°55′23″E / 31.95056°N 35.92306°E
- الدوار الأول: الأول في سلسلة الدواوير المرورية الثمانية التي تتخلل عمان من الشرق إلى الغرب على شارع زهران.[1] يقع الدوار في الجزء القديم من العاصمة الأردنية في جبل عمان في بداية شارع الرينبو. يوجد في منطقة الدوار الأول إدارة شركة مصفاة البترول الأردنية والمركز الثقافي البريطاني وسوق جارا.

31°57′5″N 35°54′56″E / 31.95139°N 35.91556°E

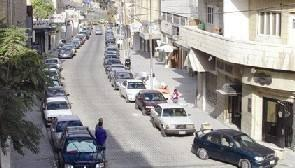
الدوار الأول

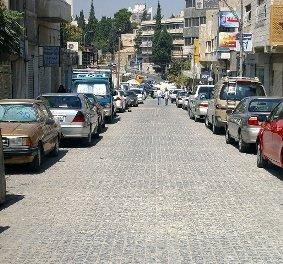
الدوار الأول

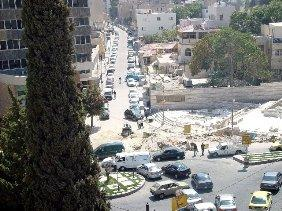
الدوار الأول

- الدوار الثاني: هو الثاني في سلسلة دواوير شارع زهران. يقع في الجزء القديم من العاصمة الأردنية.

31°57′14″N 35°54′38″E / 31.95389°N 35.91056°E
- الدوار الثالث: يقع الدوار الثالث في منطقة الشميساني[2]، ويعرف أيضاً باسم ميدان الملك طلال. وهو محاط بأهم فنادق عمان، كفندق «لو رويال»[3]، وفندق «عمان إنتركونتيننتال»[4] كما تقع على الدوار الثالث بعض المطاعم، كمطعم روميرو الذي يقع في منتصف الطريق بين الدوار الثالث والدوار الثاني[5]، ومطعم الأرجيلة اللبناني.[6]
- الدوار الرابع: يشتهر الدوار الرابع بوقوع رئاسة الوزراء عليه. ويرتبط بجسر عبدون الذي يقطع وادي عبدون.[7]

أصبح الدوار الرابع جزءاً من مشروع ربط شمال عمان بطريق المطار. تقع بالقرب من الدوار الرابع عدد من السفارات بما في ذلك مصر والجزائر، وسفارات كل من إسبانيا وفرنسا وتونس.
تونس
- الدوار الخامس: يعرف الدوار الخامس رسمياً بميدان الأمير فيصل بن الحسين.[9] تقع على الدوار الخامس مجموعة من الفنادق، ومنها فندق فور سيزونز[10]، فندق شيراتون عمان[11]، وفندق بريستول[12]، وغيرها. كما يقع بالقرب من الدوار الخامس مستشفى المركز الطبي العربي[13]، وهو أحد المراكز الطبية الرائدة في الأردن، ويعتبر بمثابة مستشفى إحالة للشرق الأوسط والمنطقة المحيطة بها.

- الدوار السادس: يربط الدوار السادس تلال عمان السبعة والتي تعرف بالجبال. أما الاسم الرسمي للدوار السادس فهو ميدان الأمير راشد بن الحسن.[14] يربط الدوار السادس منطقتي «أم أذينة» و«الصويفية».[15] تقع بالقرب منه بعض الفنادق ككراون بلازا، ويوجد أيضاً مشروع أبراج بوابة الأردن.[16]

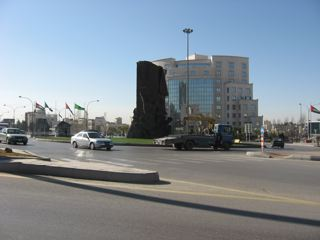
منظر من الدوار السابع

- الدوار السابع: يعرف الدوار السابع رسمياً بميدان الأمير طلال بن محمد[17]، يشتهر الدوار السابع بوجود مرجة خضراء تحيط بنصب تذكاري كبير. كما تقع هناك محطة مسافرين تابعة للملكية الأردنية، حيث يستطيع المسافرون إجراء معاملات السفر منها قبل يوم من موعد المغادرة.[18]
- الدوار الثامن: الدوار الثامن هو الأخير من سلسلة الدواوير التي تتخلل عمان من الشرق إلى الغرب، ويقع في المنطقة الجديدة من العاصمة.